# خارغ
خارغ هي مدينة في مقاطعة بوشهر، إيران. عدد سكان هذه المدينة هو 8,193 في سنة 2016.

## المناخ
يظهر الجدول التالي التغييرات المناخية على مدار السنة لخارغ:
| البيانات المناخية لـخارغ          | البيانات المناخية لـخارغ | البيانات المناخية لـخارغ | البيانات المناخية لـخارغ | البيانات المناخية لـخارغ | البيانات المناخية لـخارغ | البيانات المناخية لـخارغ | البيانات المناخية لـخارغ | البيانات المناخية لـخارغ | البيانات المناخية لـخارغ | البيانات المناخية لـخارغ | البيانات المناخية لـخارغ | البيانات المناخية لـخارغ | البيانات المناخية لـخارغ |
| الشهر                             | يناير                    | فبراير                   | مارس                     | أبريل                    | مايو                     | يونيو                    | يوليو                    | أغسطس                    | سبتمبر                   | أكتوبر                   | نوفمبر                   | ديسمبر                   | المعدل السنوي            |
| --------------------------------- | ------------------------ | ------------------------ | ------------------------ | ------------------------ | ------------------------ | ------------------------ | ------------------------ | ------------------------ | ------------------------ | ------------------------ | ------------------------ | ------------------------ | ------------------------ |
| متوسط درجة الحرارة الكبرى °م (°ف) | 18 (64)                  | 18 (65)                  | 23 (73)                  | 27 (81)                  | 32 (89)                  | 33 (92)                  | 35 (95)                  | 36 (97)                  | 34 (94)                  | 31 (88)                  | 26 (78)                  | 20 (68)                  | 28 (82)                  |
| متوسط درجة الحرارة الصغرى °م (°ف) | 11 (51)                  | 12 (53)                  | 15 (59)                  | 19 (67)                  | 24 (76)                  | 27 (81)                  | 29 (84)                  | 29 (84)                  | 26 (79)                  | 22 (72)                  | 17 (63)                  | 13 (55)                  | 21 (69)                  |
| الهطول مم (إنش)                   | 74 (2.9)                 | 46 (1.8)                 | 20 (0.8)                 | 10 (0.4)                 | 2.5 (0.1)                | 0 (0)                    | 0 (0)                    | 2.5 (0.1)                | 0 (0)                    | 2.5 (0.1)                | 41 (1.6)                 | 81 (3.2)                 | 280 (10.9)               |
| المصدر: Weatherbase               |                          |                          |                          |                          |                          |                          |                          |                          |                          |                          |                          |                          |                          |